# Thomas-Morse Aircraft
La Thomas-Morse Aircraft Corporation era una azienda aeronautica statunitense che ha prodotto velivoli nel periodo tra il 1912 ed il 1929, fino all'assorbimento da parte della Consolidated Aircraft Corporation.

## Storia
La Thomas Brothers Aeroplane Company viene fondata a Bath, New York, nel 1912. Inizialmente si dedica alla produzione di biplani per la Royal Naval Air Service, la forza aerea britannica dalla quale verrà sviluppata la Royal Navy, e la US Navy. Successivamente, a seguito del contratto ottenuto per la vincita di un bando di concorso del 1916, fornì alla United States Army Signal Corps due velivoli per prove di valutazione.
Nel gennaio del 1917 si fuse con la Morse-Chain Company e mutò la sua ragione sociale in Thomas-Morse Aircraft Corporation. Dopo il tentativo di vendere alla United States Army alcuni biplani da addestramento l'azienda riuscì ad acquisire un contratto per la fornitura dell'addestratore avanzato S-4 e della serie di aerei da caccia MB. L'ultimo velivolo progettato dall'azienda, prima che questa venga assorbita nel 1929 dalla Consolidated, fu il ricognitore O-19.

## Produzione

### Velivoli

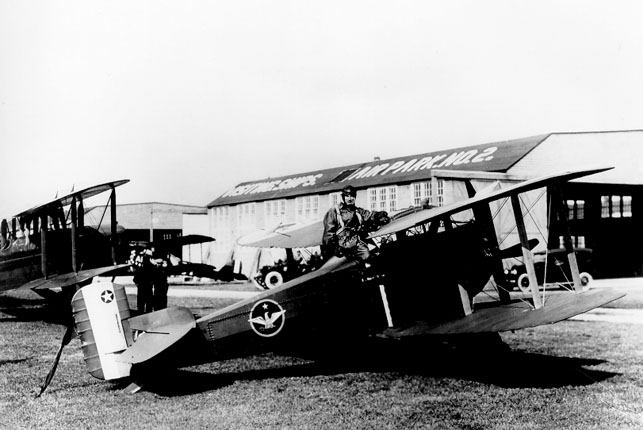
Il Thomas-Morse MB-3 utilizzato dall'asso statunitense Billy Mitchell.

- Thomas-Morse S-4
- Thomas-Morse MB-1
- Thomas-Morse MB-2
- Thomas-Morse MB-3
- Thomas-Morse MB-6
- Thomas-Morse MB-7
- Thomas-Morse MB-9
- Thomas-Morse MB-10
- Thomas-Morse O-6
- Thomas-Morse O-19
- Thomas-Morse XP-13

### Motori aeronautici
- Liberty L-6